# Javornik, Kranj
Javornik je naselje v Mestni občini Kranj.
Ima 53 prebivalcev. Vas je znana po turističnih kmetijah pr' Perc in pr' Končovc. Na Franovem pri Javorniku je med letoma 1954 in 1960 živel tudi Miško Kranjec, ki je tu spisal knjigi Mesec je doma na Bladovici in Macesni nad dolino.